# Chondrostoma olisiponensis
Chondrostoma olisiponensis és una espècie de peix cipriniforme de la família dels ciprínids.